# Rouffiac (Tarn)
Rouffiac (okzitanisch: Rofiac) ist eine französische Gemeinde mit 632 Einwohnern (Stand: 1. Januar 2022) im Département Tarn in der Region Okzitanien. Rouffiac gehört zum Arrondissement Albi und zum Kanton Albi-2 (bis 2015: Kanton Albi-Sud). Die Einwohner werden Rouffiacois genannt.

## Geografie
Rouffiac liegt etwa acht Kilometer südwestlich vom Stadtzentrum Albis. Umgeben wird Rouffiac von Albi im Norden, Carlus im Osten, Poulan-Pouzols im Südosten, Fénols im Süden und Südwesten, Aussac im Südwesten sowie Florentin im Westen.

## Bevölkerungsentwicklung
| 1962                      | 1968 | 1975 | 1982 | 1990 | 1999 | 2006 | 2013 |
| ------------------------- | ---- | ---- | ---- | ---- | ---- | ---- | ---- |
| 277                       | 255  | 255  | 388  | 477  | 521  | 551  | 632  |
| Quelle: Cassini und INSEE |      |      |      |      |      |      |      |